# 타이핑구 (푸신시)
타이핑구(한국어: 태평구, 중국어: 太平区, 병음: Tàipíng Qū)는 중화인민공화국 랴오닝성 푸신 시의 행정구역이다. 넓이는 108km2이고, 인구는 2007년 기준으로 170,000명이다.

## 행정 구역
5개 가도, 1개 진을 관할한다.
- 가도: 红树街道, 煤海街道, 高德街道, 孙家湾街道, 城南街道.
- 진: 水泉镇